# Lenarchus sinensis
Lenarchus sinensis là một loài Trichoptera trong họ Limnephilidae. Chúng phân bố ở miền Cổ bắc.